# Kanton Hesdin
Kanton Hesdin (francouzsky Canton de Hesdin) byl francouzský kanton v departementu Pas-de-Calais v regionu Nord-Pas-de-Calais. Tvořilo ho 22 obcí. Zrušen byl po reformě kantonů 2014.

## Obce kantonu
- Aubin-Saint-Vaast
- Bouin-Plumoison
- Brévillers
- Capelle-lès-Hesdin
- Caumont
- Cavron-Saint-Martin
- Chériennes
- Contes
- Guigny
- Guisy
- Hesdin
- Huby-Saint-Leu
- Labroye
- La Loge
- Marconne
- Marconnelle
- Mouriez
- Raye-sur-Authie
- Regnauville
- Sainte-Austreberthe
- Tortefontaine
- Wambercourt